# Пилипенко, Раиса Матвеевна
Раиса Матвеевна Пилипенко (27 марта 1928, село Кленовое, теперь Богодуховского района Харьковской области — 4 мая 2003, село Мерло Богодуховского района Харьковской области) — украинская советская деятельница, доярка колхоза «Прогресс» Богодуховского района Харьковской области. Герой Социалистического Труда (26.02.1958). Депутат Верховного Совета СССР 5-6-го созывов.

## Биография
Родилась 27 марта 1928 года в бедной крестьянской семье. Образование начальное: закончила сельскую школу.
В 1943—1946 годах — телятница, с 1946 года — доярка колхоза «Прогресс» села Мерло Богодуховского района Харьковской области. В 1956 году надоила от каждой закрепленной коровы более 6000 литров молока.
Член КПСС с 1955 года.
Потом — на пенсии в селе Мерло Богодуховского района Харьковской области.

## Награды
- Герой Социалистического Труда (26.02.1958)
- два ордена Ленина (26.02.1958, 6.09.1973)
- орден Октябрьской Революции (8.04.1971)
- орден Трудового Красного Знамени (22.03.1966)
- медали